# Mark Padmore
Mark Padmore   (Londres, 8 de març de 1961) és un tenor britànic que apareix en concerts, recitals i òpera.
Padmore va estudiar clarinet i piano abans d'obtenir una beca coral al "King's College" de Cambridge. Es va graduar el 1982 amb un títol d'honor en música.
Ha establert una carrera internacional en òpera, concert i recital. Les seves aparicions a les Passions de Bach han cridat l'atenció, especialment les seves aclamades interpretacions com a Evangelista a les Passions de Sant Mateu i Sant Joan amb la Filharmònica de Berlín i Sir Simon Rattle, posades en escena per Peter Sellars, incloent Berlín, Salzburg, Nova York i la BBC Proms.
A l'òpera, Padmore ha treballat amb els directors Peter Brook, Katie Mitchell, Mark Morris i Deborah Warner. Un treball recent inclou els papers principals en El Corredor i The Cure de Harrison Birtwistle al Festival d'Aldeburgh i a Londres; de Händel Jephtha per "WNO i ENO" i el capità Vere a Billy Budd de Britten i l'Evangelista en una posada en escena de La Passió Segons Sant Mateu per a l'Òpera del Festival de Glyndebourne. També va interpretar a Peter Quint en una aclamada producció televisiva de la BBC de The Turn of the Screw (Britten) i va gravar el paper principal a La Clemenza di Tito amb René Jacobs, per "Harmonia Mundi". Padmore va aparèixer com a Third Angel/John de George Benjamin Written a Skin amb la Royal Opera, Covent Garden el 2017.
En concert, ha actuat amb les principals orquestres del món, inclosa la Ràdio de Múnic, Berlín, Viena, Nova York i les Orquestres Filharmòniques de Londres, la Royal Concertgebouw Orchestra, les Orquestres Simfòniques de Boston i Londres i la Philharmonia. Fa aparicions periòdiques amb lOrquestra de l'Era de la Il·lustració, amb qui ha concebut projectes que exploren les passions de Bach, Sant Joan i Sant Mateu.
Padmore ha ofert recitals a tot el món. Apareix amb freqüència al "Wigmore Hall", Londres, on va cantar per primera vegada els tres cicles de cançons de Schubert el maig de 2008, va ser el seu artista en residència la temporada 2009/10. Hi va repetir els cicles amb Paul Lewis i els representaran per al "White Light Festival" al "Lincoln Center", Nova York. Recentment també va cantar els cicles al "Theater an der Wien" i a la "Salle Gaveau" de París amb Till Fellner. Entre els compositors que han escrit per a ell hi ha Harrison Birtwistle, Mark-Anthony Turnage, Alec Roth, Sally Beamish, Thomas Larcher i Huw Watkins. A més dels seus col·laboradors habituals Paul Lewis, Till Fellner i Kristian Bezuidenhout, Julius Drake, Roger Vignoles, Simon Lepper i Andrew West, treballa amb molts músics de cambra de renom internacional com Jonathan Biss, Imogen Cooper i Steven Isserlis.
La seva extensa discografia inclou llançaments recents: de Beethoven Missa Solemnis amb Bernard Haitink i la Symphonieorchester des Bayerischen Rundfunks a BR Klassik i lieder de Beethoven, Haydn i Mozart amb Kristian Bezuidenhout per "Harmonia Mundi" amb qui Padmore també ha enregistrat: Handel àries As Steals the Morn amb el Concert anglès (Premi Vocal de la BBC Music Magazine); Cicles de Schubert amb Paul Lewis (Winterreise va guanyar la revista "Gramophone 2010" Vocal Solo Award); Schumann Dichterliebe amb Kristian Bezuidenhout (premi "Edison Klassiek" 2011) i Britten Serenade, Nocturne and FinziDies Natalis amb la Britten Sinfonia (premi ECHO / Klassik 2013); La posada en escena de La Passió segons sant Mateu amb la Filharmònica de Berlín i Rattle dirigint, va rebre el premi DVD DVD de la BBC Music Magazine 2013.
Padmore és director artístic del St. Endellion Summer Music Festival de Cornwall.
Va ser nomenat Comandant de l'Orde de l'Imperi Britànic (CBE) a l'aniversari del 2019 per serveis musicals.
Echo and Narcissus, una cantata dramàtica del compositor Ryan Wigglesworth per a mezzo, baríton, tres veus femenines i piano per encàrrec d'Aldeburgh, Wigmore Hall i Musik im Reisen fou estrenada al Festival Aldeburgh del 2014 per Pamela Helen Stephen, Mark Padmore i dirigida pel mateix compositor.